# Fabio Petruzzi
Fabio Petruzzi, né le 24 octobre 1970 à Rome en Lazio, est un footballeur international italien actif de 1989 à 2005 au poste de défenseur. Il devient par la suite entraîneur.
Il compte une seule sélection en équipe nationale en 1995, et 253 matchs de Serie A pour 6 buts.

## Biographie

### Carrière internationale
Fabio Petruzzi reçoit sa seule et unique sélection avec l'équipe d'Italie alors qu'il joue à l'AS Rome, le 21 juin 1995, à l'occasion d'un match amical contre l'Allemagne à Zurich (défaite 2-0).
Il porte donc une seule fois le maillot de l'équipe nationale d'Italie en 1995.